# Jan Kazimierz Żelski
Jan Kazimierz Żelski herbu Ogończyk (ur. ok. 1635, zm. ok. 1686) – podczaszy podlaski, major wojsk litewskich.
Syn Krzysztofa, pisarza bielskiego i jego pierwszej żony.
Od 1663 roku był majorem wojsk litewskich, w dniu 27 lipca 1684 roku otrzymał nominację na podczaszego podlaskiego,